# Kerkrade

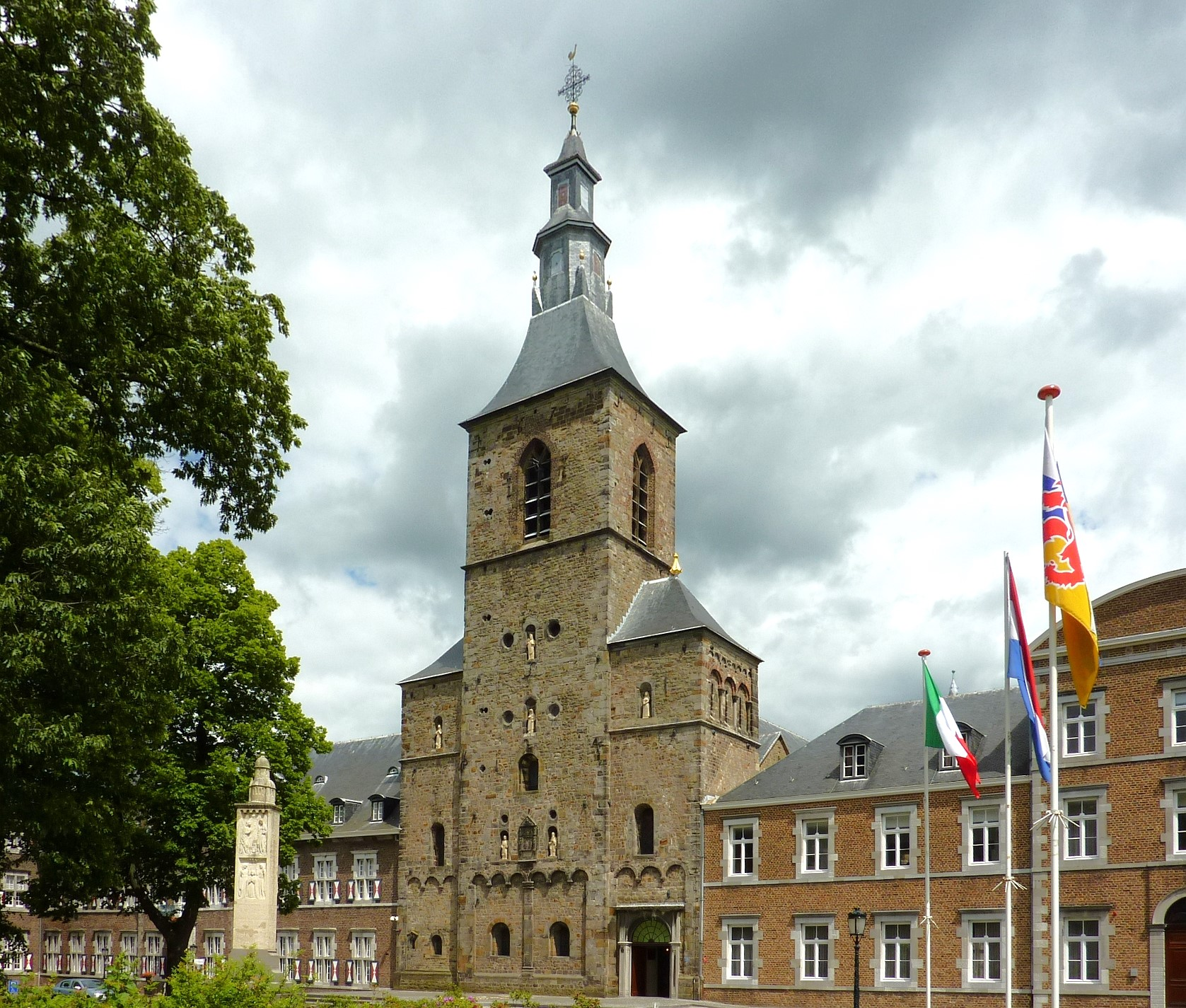
Rolduc apátság

Kerkrade (holland kiejtés: [ˈkɛrkˌraːdə]; ripuari: Kirchroa; limburgi: Kirkraoj; németül: Kerkrade vagy Kirchrath) város Limburg tartomány délkeleti részén, Hollandia legdélibb tartományában, a Parkstad Limburg agglomeráció részét képezi.
Kerkrade a német Herzogenrath város nyugati részéhez tartozott, amíg az 1815-ös Bécsi kongresszus meg nem húzta a jelenlegi holland-német határt és ezzel el nem választotta a városrészeket. Napjainkban Kerkrade keleti széle jelzi a nemzetközi határt.
A két város lakossága a külvárosi településekkel együtt megközelíti a 100 ezer főt, melynek megközelítően a fele német, a fele holland oldalon él.

## Történelem
Kerkrade története szorosan kapcsolódik a szomszédos németországi Herzogenrath városéval, amely az itt húzódó holland-német határ német oldalán fekszik. A Worm (németül Wurm) folyó mellé települt Herzogenrath (hollandul s'Hertogenrode) neve a 11. században Rode volt. Az 1104-ben Ágoston-rendi szerzetesek alapította Kloosterrade, vagy más néven Rolduc nevű apátság Annales Rodenses című könyvében említik először Rode néven, mint a Saffenberg grófok „Castrensis Viculis” várbeli települését. Az apátság alapvetően befolyásolta Kerkrade sorsát, megalapítását követően a környező tanyák és falvak is felvirágoztak, a Maastrichtból Kölnbe vezető fontos középkori kereskedelmi útvonal Kerkradén és Herzogenrathon keresztül vezetett át.
I. János a Brabanti Hercegség csapatai élen az 1288-as Worringeni csatában elnyerte a Limburgi Hercegséget, benne "Rode Hercegséggel" (akkor hollandul 's-Hertogenrode vagy 's-Hertogenrade; németül Herzogenrath; franciául Rode-le-duc), mai nevén Kerkradéval. Mint Dél-Hollandia számos részén, a hely az elmúlt évszázadokban itt is többször is gazdát cserélt, a terület 1430-ban a Burgundi Királysághoz került, amely viszont 1477-ben a Habsburg Birodalom része lett.
A reformáció és a felvilágosodás közvetett következményeként hosszú folyamat során alakult ki az Egyesült Holland Köztársaság, amely a Spanyolország elleni 1568 és 1648 közötti nyolcvanéves háborúval zárult, amely valójában inkább fegyveres konfliktusok sorozata volt, és a harmincéves háborúval együtt ért véget. Ennek eredménye Hollandia kiválása a Német Birodalomból és az Egyesült Holland Köztársaság függetlensége lett. Különösen a konfliktus korai szakaszában Kerkrade többször volt a szembenálló felek közötti háborúk elszenvedője, több alkalommal fosztogatás és pusztítás színhelyévé tették, főként a spanyol csapatok. E háborús tapasztalatok közvetett következménye volt a kerkradei Szent Sebestyén lövészegylet megalapítása, amelyet először 1617-ben említ egy dokumentum. Kerkrade 1661-ben az Egyesült Holland Köztársaság része lett, de 1663-ban a Klosterrath apátság akkori főapátjának kezdeményezésére újra spanyol fennhatóság alá került. Ezt követően 1713 és 1785 között osztrák, 1795 és 1813 között pedig francia uralom alá került. 1815-ben, amikor a Bécsi kongresszust követően megalakult a Holland Királyság, a határt a város közepén, Kerkrade és Herzogenrath között húzták meg.
A 18. században a Rolduc szerzetesei kisüzemi szénbányászatba kezdtek. A modernebb, világiak által végzett kitermelés 1860-ban kezdődött, aminek következtében Kerkrade jelentősen megnőtt, különösen a főként dél-európai bányászok állandó letelepedésének következményeként. Amikor 1900 körül megnyitották a Willem Sophia bányát, a város még gyorsabban fejlődött, és olyan régi falvakat is bekebelezett, mint Chèvremont. Az 1960 utáni évtizedekben az összes limburgi bányát bezárták.
A település egyik legrégebbi épülete Erenstein, egy kastély, amelynek eredete a 14. századra nyúlik vissza.

## Utca, mint országhatár
A Nieuwstraat (németül Neustraße) utca közepén húzódik a Kerkradét és Herzogenrathot, Hollandiát és Németországot összekötő város- és országhatár.
A "határt" a németek az első és a második világháború alatt jelentősen megerősítették. A második világháborút követően, 1951-ben mindkét ország az Európai Unió alapító tagja lett. Az Unió megalapítását követően gyalog mindkét országból szabaddá vált a határátlépés. A járművek részére viszont egy 30 cm magas fallal jelölték a határt az egész utcahosszában, számukra megmaradtak a határátkelők és változatlanul folytatták a határellenőrzéseket.

1995-ben a "falat" a Schengeni egyezmény alapján teljesen elbontották. A Nieuwstraat ma már egy kétirányú út, a felszabadult területen fák és kerékpársávok vannak. A határ jelöletlen, így a közlekedés során például a körforgalomban, vagy egy előzéskor nem lehet észlelni a "határátlépést".

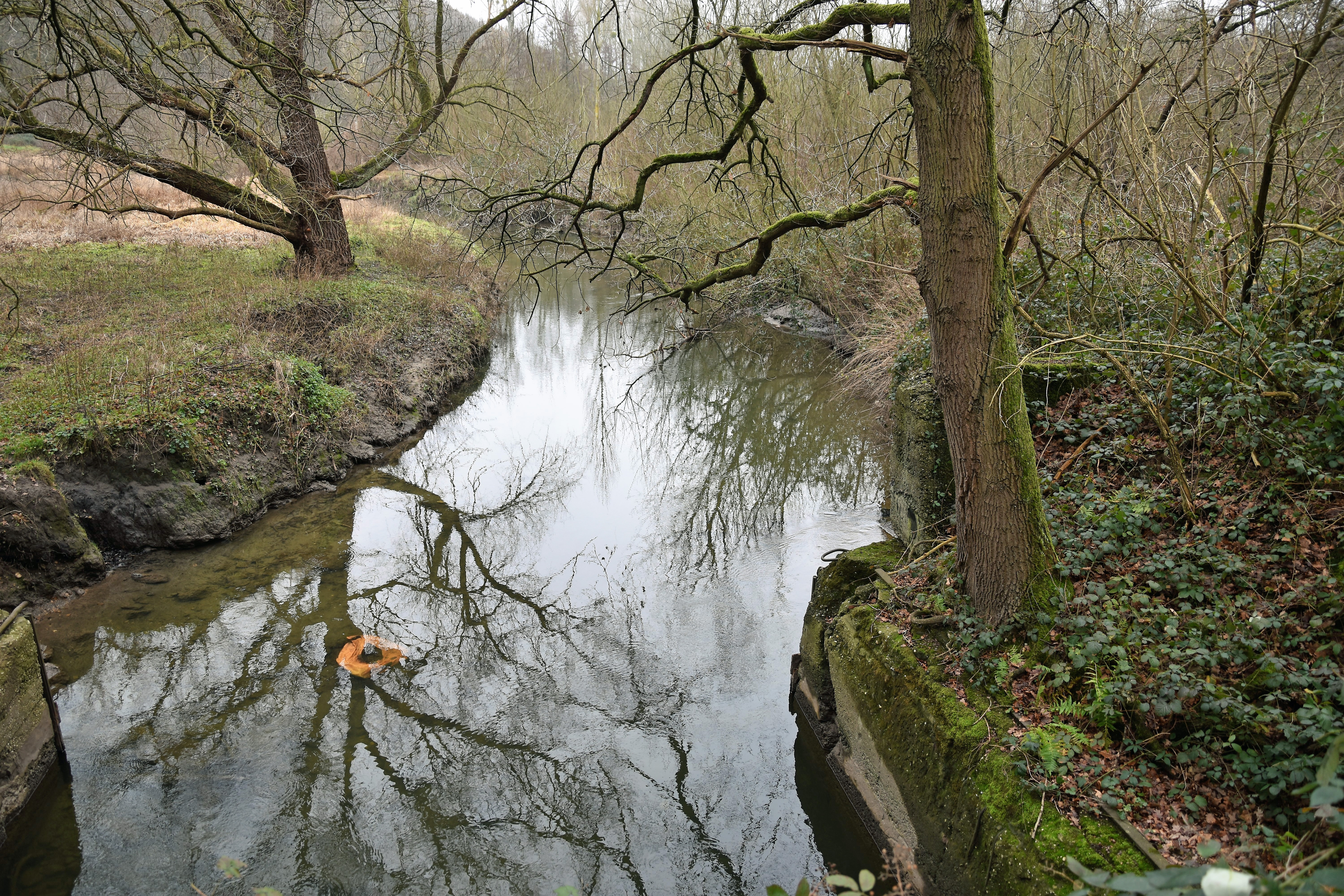
Worm (Wurm) folyó

A két város ma már megosztja a közszolgáltatások egy részét, és gazdaságfejlesztési céllal kétnemzetiségű „Eurode városként” hirdeti magát. Közös kétnemzetiségű irodakomplexumuk is az Eurode nevet kapta, és úgy épült, hogy a határ közvetlenül az épület halljának közepén haladjon át, az épület egyik szárnya Kerkradéban, a másik Herzogenrathban van.

## Városrészek
- Bleijerheide
- Chevremont
- Eygelshoven
- Gracht (Kerkrade) [NL]
- Haanrade
- Holz
- Hopel
- Kaalheide
- Mucherveld
- Nulland
- Ondernemend gedrag
- Rolduc
- Rolduckerveld
- Spekholzerheide
- Terwinselen [NL]

## Zene
Négyévente Kerkradéban rendezik meg a World Music Contest, az amatőr, hivatásos és katonai zenekarok versenyét. Emellett három éve itt tartják a Drum Corps Europe bajnokságot is.

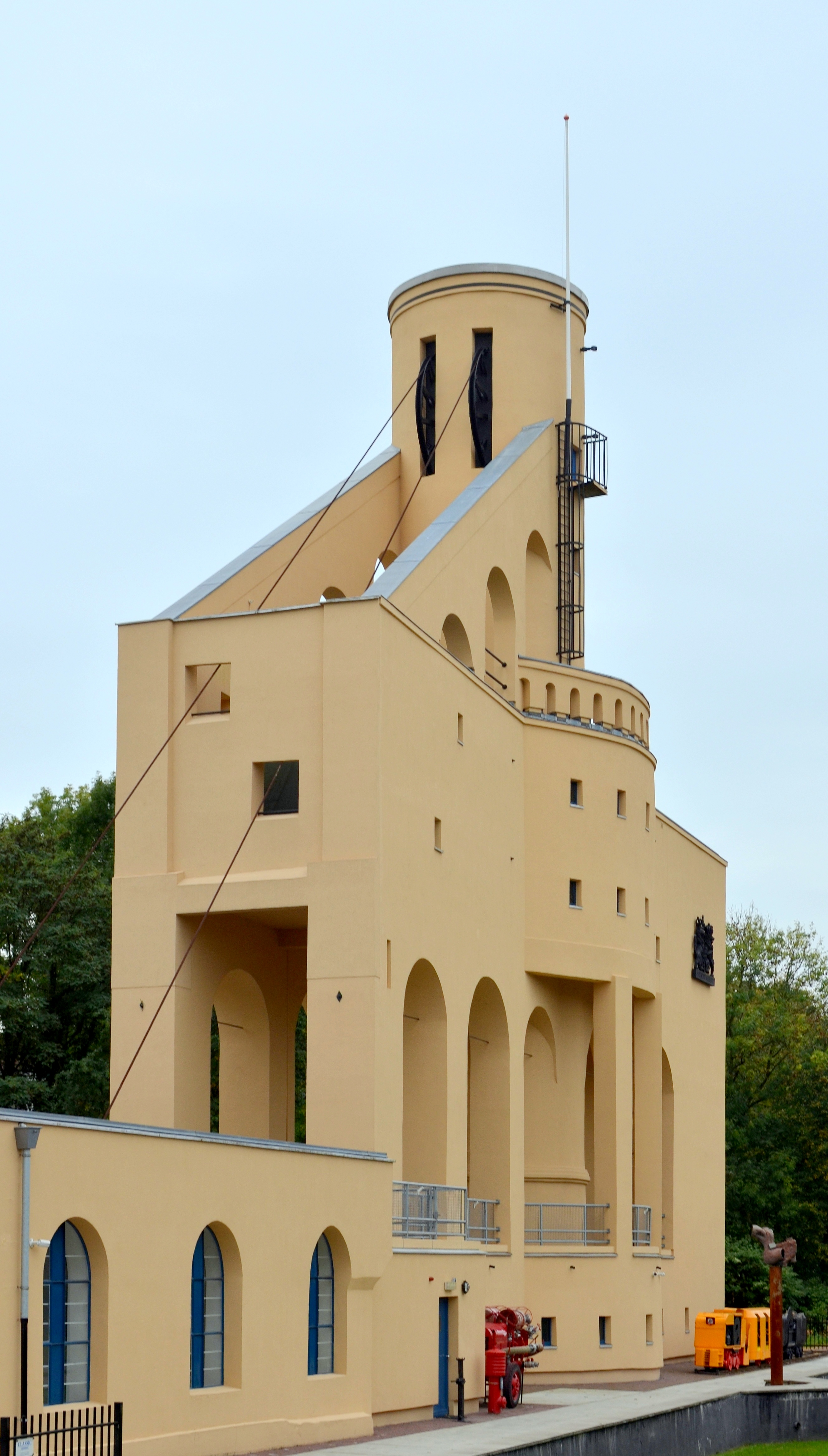
A Dél-Limburgban megmaradt két légakna egyike, a műemléki védettséget élvező Nulland szellőzőakna Kerkradéban

## Közlekedés
Kerkradénak 4 vasútállomása van:
- Kerkrade Centrum
- Chevremont
- Eygelshoven
- Eygelshoven Markt

Egy másik állomás, Kerkrade West vagy Spekholzerheide, 1988-ban bezárt. 1992 óta egy múzeum a ZLSM múzeummá alakították át.

## Víztározó
A Kerkradétől nyugatra folyó Anstel-patak gátjának megépítésével egy körülbelül 20 hektáros víztározót alakítottak ki. Ennek környéke nagyon gazdag növény- és állatvilággal rendelkezik. Ez az egyetlen víztározó Hollandiában.

## Sport
- Roda JC (labdarúgás)
- Powerarea (verseny gokartpálya

## Híres kerkradeiek
- Gabriël Grupello (1644-1730) szobrász, aki vallási és mitológiai szobrokat, portrékat és köztéri szobrokat készített.
- Jozef Weidmann (1899-1962) holland-szurinámi katolikus pap, politikus és szakszervezeti vezető.
- Louk Hulsman (1923-2009) holland jogtudós és kriminológus.
- Frans Wiertz (szül. 1942) a római katolikus egyház prelátusa, 1993-2017 között Roermond püspöke.
- Thijs Wöltgens (1943-2008) holland politikus, Kerkrade polgármestere 1994-2000 között.
- Gerd Leers (szül. 1951) holland politikus, bevándorlásügyi miniszter, Maastricht polgármestere 2002-2010.
- Heintje Simons (szül. 1955) holland énekes és színész.
- Yvonne Timmerman-Buck (szül. 1956) holland politikus és jogász, a szenátus elnöke 2003-2009.
- Hubertus van Megen (szül. 1961) katolikus egyházi prelátus, szentszéki diplomata.
- Janine Kitzen (szül. 1978) opera és zenés színházi szoprán énekesnő.
- Emma Kok (szül. 2008) énekesnő, a The Voice Kids 2021-es győztese.

### Sport
- Wiel Coerver (1924-2011) labdarúgó és menedzser.
- Willy Brokamp (szül. 1946) egykori labdarúgó, mintegy 400 csapatkapitányi címmel.
- Pierre Vermeulen (szül. 1956) visszavonult holland labdarúgó, kb. 400 csapatkapitányi címmel.
- Gène Hanssen (szül. 1959) egykori holland labdarúgó, aki körülbelül 400 klubcsapatban játszott.
- René Trost (szül. 1965) korábbi holland labdarúgó, 323 klubcsapatbeli bajnoki cím, majd futballmenedzser.
- Sieb Dijkstra (szül. 1966) több mint 200 klubkapussal rendelkező visszavonult holland labdarúgókapus.
- Jörg Müller (szül. 1969) holland származású német BMW gyári versenyző.
- Mark Flekken (szül. 1993) holland labdarúgó.
- Joshua Brenet (szül. 1994) holland labdarúgó.
- Jannah Sonnenschein (szül. 1996) holland-mozambiki úszó, a 2016. évi nyári olimpián indult.
- Jade Suvrijn (szül. 1995) francia teniszezőnő.